# Чирш-Сирма
Чирш-Сирма́ (чув. Чӑрӑшҫырма) — деревня в Урмарском районе Чувашской Республики. В рамках организации местного самоуправления входит с 2023 года в Урмарский муниципальный округ. До 2023 года — в составе Ковалинского сельского поселения. Население 98 человек (2015), преимущественно чуваши.

## География
Расположена в северо-восточной части республики, в пределах Чувашского плато, при реке Сиспевар и пруду Сиспеварское водохранилище.

### Климат
В деревне, как и во всём районе, климат умеренно континентальный с продолжительной холодной зимой и довольно тёплым сухим летом. Средняя температура января −13 °C; средняя температура июля 18,7 °C. За год выпадает в среднем 400 мм осадков, преимущественно в тёплый период. Территория относится к I агроклиматическому району Чувашии и характеризуется высокой теплообеспеченностью вегетационного периода: сумма температур выше +10˚С составляет здесь 2100—2200˚.

## История
Деревня основана в XVIII веке, как выселок из деревни Юмашева (ныне не существует).
Жители — чуваши, до 1866 государственные крестьяне. Занимались земледелием, животноводством. В 1884 открыта школа грамоты. В 1930 образован колхоз «Коминтерн».

### Административно-территориальная принадлежность
С начала XIX века до 1927 года в составе Акзегитовской, Новоковалинской, Урмарской волостей Цивильского уезда. С 1927 года в составе Урмарского района.
Входила (с 2004 до 2023 гг.) в состав Ковалинского сельского поселения муниципального района Урмарский район.
К 1 января 2023 года обе муниципальные единицы упраздняются и деревня входит в Урмарский муниципальный округ.

## Население
| 2010 | 2012 | 2015 |
| ---- | ---- | ---- |
| 88   | ↗106 | ↘98  |

### Национальный и гендерный состав
Согласно результатам переписи 2002 года, в национальной структуре населения чуваши составляли 93 % от общей численности в 115 чел., из них мужчин 46, женщин 69.

## Инфраструктура
Личное подсобное хозяйство.
Основа экономики — сельское хозяйство.

## Достопримечательности
Обелиск воинам, павшим в годы Великой Отечественной войны.

## Транспорт
Деревня доступна автотранспортом.